# Musique libanaise

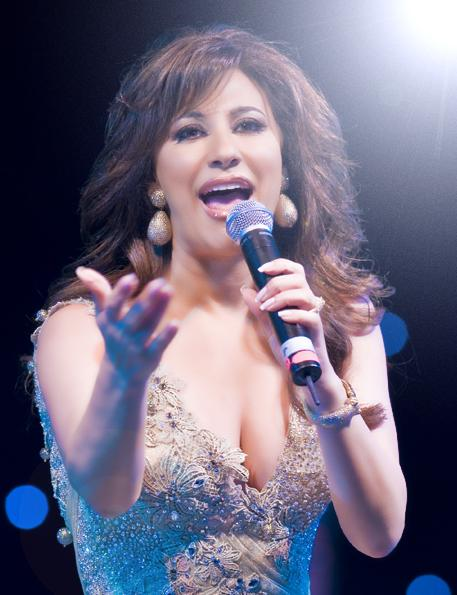
Najwa Karam.

La musique libanaise est riche et écoutée dans tout le monde arabe. La musique du Liban est à dominante orientale, bien que les chanteurs libanais aient tendance à mélanger ce style avec d'autres genres occidentaux,. 

## Histoire
Au début des années 1960, Faïrouz révolutionne la musique libanaise en la faisant connaître dans tout le monde arabe. Avant elle, une autre grande chanteuse, Sabah, fera grandement parler d'elle. Nasri Shamseddine et Wadih Safi, deux grands chanteurs formeront un trio important avec Fairuz. Il y a aussi le célèbre joueur d’oud Marcel Khalifé. Toni Hanna est aussi un des pionniers de la musique du pays qui a chanté des chansons folkloriques. En 1974 apparaît Salwa Al Katrib, qui devient la plus célèbre chanteuse de comédies musicales libanaises. Melhem Barakat est également un célèbre chanteur. Durant la période de guerre civile, un grand nombre de chanteurs libanais fuient vers Le Caire et Paris.  
Aujourd’hui certains des nombreux chanteurs libanais sont devenus des superstars du monde arabe : Nancy Ajram, Elissa et Haifa Wehbe se disputent la première place. Ces dernières ainsi que les chanteurs(ses) Ragheb Alama, Wael Kfoury, Najwa Karam, Nawal Al Zoghbi et Majida El Roumi sont les principaux artistes de la musique libanaise moderne. Aujourd'hui une nouvelle génération de chanteurs occupe le devant de la scène : Carole Samaha, Sara Hani, Ziad Maher et Aline Lahoud qui chante dans plusieurs langues et qui est de surplus la fille de Salwa Katrib.
Les instruments traditionnels qui accompagnent la voix sont souvent le oud et le darbouka. Mais aussi le mejwez (double flûte) et la korneita (clarinette), la rababa. Il existe encore au Liban, une forme ancienne de musique arabo-andalouse, le zadjal, qui est un poème chanté en arabe dialectal accompagné au riqq.

## Musique folklorique
Comme bon nombre de ses voisins, le Liban possède un patrimoine musical folklorique axé sur la paire hautbois (zurna) - tambour (tabl). Ceux-ci accompagnent les danses populaires dabké, où les hommes se mettent en cercle ou demi-cercle, lors des festivités de mariages notamment. Les principaux compositeurs libanais sont : Zaki Nassif, Philemon Wehbe, Les Freres Rahbani, Toni Hanna, Romeo Lahoud, Walid Gholmieh, Toufic Bacha et Afif Radwan. 
Il existe aussi ici une tradition de chant long populaire, le 'ataba, narrés par les Bédouines.

## Musique contemporaine
Il existe aussi des groupes de pop rock, de hip-hop ou de rock alternatif par exemple. Le Liban accueille aussi le Festival international de Baalbek, le Festival international de Beiteddine et le Festival de Byblos
Abdallah Chahine est un pianiste et organiste libanais de musique classique orientale.
Ziad Rahbani, Ibrahim Maalouf et Rabih Abou-Khalil mélangent le jazz et la musique arabe. C'est aussi le cas de Joelle Khoury qui combine la musique orientale et le classique contemporain, avec des nuances de jazz.